# Чарлз Дикенс музей
Чарлз Дикенс музей се намира на улица „Дафти“ 48 в район Холбърн, Лондон, Англия.
Къщата е била дом на Чарлз Дикенс от 1837 до 1839 г. След като забогатява, а и семейството му се разраства, Дикенс се мести в по-голяма къща, но тази е единствената запазена къща, която е била негова собственост в Лондон.
Музеят е отворен през 1925 г.